# Teorema di Carnot (termodinamica)
In termodinamica, il teorema di Carnot afferma che non è possibile realizzare una macchina termica operante tra due sorgenti (anche detti serbatoi) che abbia un rendimento maggiore di quello della macchina di Carnot operante tra le stesse sorgenti.
Il teorema fu un passo essenziale per arrivare alla formulazione del secondo principio della termodinamica. 

## Enunciato
Durante una trasformazione di energia termica in energia meccanica, l'efficienza termica (rendimento) del motore è la percentuale di energia che viene trasformata in lavoro. L'efficienza termica è definita come:
{\displaystyle \eta ={\frac {W_{\mathrm {out} }}{Q_{\mathrm {in} }}}={\frac {Q_{\mathrm {in} }-Q_{\mathrm {out} }}{Q_{\mathrm {in} }}}=1-{\frac {Q_{\mathrm {out} }}{Q_{\mathrm {in} }}}}
dove
- {\displaystyle W_{\mathrm {out} }} è il lavoro in uscita dal sistema (lavoro prodotto),
- {\displaystyle Q_{\mathrm {out} }} è il calore ceduto dal sistema al serbatoio freddo,
- {\displaystyle Q_{\mathrm {in} }} è il calore ceduto dal serbatoio caldo al sistema (calore richiesto).

Carnot dimostrò che la massima efficienza possibile di un qualsiasi motore termico ha un limite definito da {\displaystyle \eta }:
{\displaystyle \eta =1-{\frac {Q_{\mathrm {out} }}{Q_{\mathrm {in} }}}=1-{\frac {T_{2}}{T_{1}}}}
dove
- {\displaystyle T_{2}} è la temperatura assoluta del serbatoio più freddo, e
- {\displaystyle T_{1}} è la temperatura assoluta del serbatoio più caldo.

Equivalentemente, il teorema afferma che il rendimento di una macchina di Carnot è maggiore di qualsiasi macchina irreversibile:
{\displaystyle \eta _{I}<\eta _{R}.}
Il teorema di Carnot impone una limitazione essenziale nella resa di un motore termico ciclico: il motore può estrarre solo una certa porzione di energia meccanica dal calore del fluido. La quantità massima estraibile si realizza con il motore termico di Carnot.
Il rendimento di una macchina termica reale non può mai essere maggiore o uguale ad 1.

## Teorema di Carnot e disuguaglianza di Clausius
Si può esprimere il teorema di Carnot sotto forma di una disuguaglianza che coinvolge solamente i flussi di calore e le temperature delle sorgenti. Per una generica macchina che lavora (reversibilmente o irreversibilmente) tra due sorgenti a temperature T1 e T2 vale la seguente disuguaglianza: 
{\displaystyle {\frac {Q_{1}}{T_{1}}}+{\frac {Q_{2}}{T_{2}}}\leq 0}
che, nel caso di cicli reversibili (di Carnot), diventa:
{\displaystyle {\frac {Q_{1}}{T_{1}}}+{\frac {Q_{2}}{T_{2}}}=0}
Questa espressione viene generalizzata dalla disuguaglianza di Clausius:
{\displaystyle \oint {\frac {\delta Q}{T}}\leq 0}
mentre su un ciclo reversibile
{\displaystyle \oint {\frac {\delta Q_{\mathrm {rev} }}{T}}=0}